# Malvalthaea transcaucasica
Malvalthaea transcaucasica là một loài thực vật có hoa trong họ Cẩm quỳ. Loài này được Iljin mô tả khoa học đầu tiên.